# Guilty Pleasure (álbum de Ashley Tisdale)
Guilty Pleasure —en español: Placer culpable— es el segundo álbum de estudio de la cantante y actriz Ashley Tisdale, el cual fue lanzado oficialmente en Estados Unidos el 28 de julio de 2009. El álbum está a cargo de reconocidos y prestigiosos productores que han respaldado importantes sencillos de la cantante, como "Not Like That"  producidos por Twin y "Be Good to Me" producido por Kara DioGuardi y David Jassy, además de trabajar con productores que han realizado material para artistas como Madonna, Beyoncé, Fergie, Britney Spears y sus compañeras de sello discográfico The Veronicas.
En este álbum Tisdale participa en las letras y producción, además cuenta con la colaboración de la cantante Katy Perry en la letra de una de sus canciones llamada "Time's Up". 
El primer sencillo del disco es "It's Alright, It's OK", el cual se lanzó oficialmente el 14 de abril de 2009. Según la discográfica de Tisdale Warner Bros. Records, el segundo sencillo oficial para el álbum es "Crank It Up" el cual se estrenó en Europa el 9 de octubre de 2009. 
El álbum fue elegido por los lectores de Billboard en Estados Unidos como el séptimo mejor álbum de la década y del 2009.

## Antecedentes

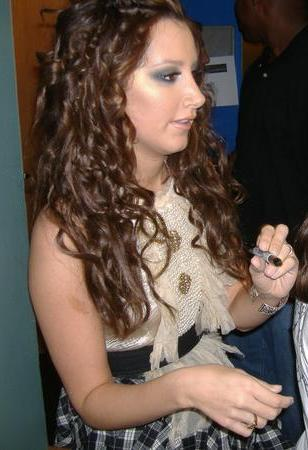
Tisdale como anfitriona del Q100 Jingle Ball 2008 en Nueva York, Estados Unidos, en este evento ella confirmó estar preparando su segundo álbum.

Ashley expresó tener mucho interés en iniciar la grabación de un segundo material discográfico a TV Guide, MTV, OK! Weekly y Entertainment Weekley. En una entrevista comentó estar plenamente preparada para iniciar la grabación de su próximo álbum aún sin título, en el programa radial de Ryan Seacrest. Además Warner Bros. Records ha emitido un comunicado a través de su empleada y moderadora oficial del Foro de Ashley, Sarah, diciendo que Ashley ya está en conversaciones y trabajando en demos para su próxima producción musical.
Ashley expresó en una entrevista en los American Music Awards 2007 interés en trabajar con Sean Kingston con el cual también comparte productor, J.R. Rotem. El 17 de marzo de 2008, Pérez Hilton informó en su sitio web que Ashley ha comenzado a visitar estudios de grabación. En marzo de 2008 Ashley grabó nuevas versiones de cinco clásicas canciones de la década de los noventa, "Heaven Is A Place On Earth" y "Time After Time", y las cuales fueron filtradas completamente en internet el 1 de abril de 2008.
El siguiente álbum de Tisdale tiene posibilidades de salir a la venta según la revista People, en una entrevista con "Extra", Ashley comentó acerca de su proyecto "OMG Moment", también reveló secretos acerca de High School Musical 3: Senior Year y de su nuevo disco. También dijo que había comenzado a escribir algunas canciones y que tenía listas un par de canciones, además que después de las filmaciones de High School Musical 3: Senior Year se concentrará de lleno en su carrera musical. Además comentó estar en conversaciones con algunos productores y expresó su deseo de que este próximo álbum sea mucho más serio y profesional que su anterior Headstrong. También dijo que quería trabajar con J.R. Rotem, con el cual ya trabajó en su primer álbum.
En abril de 2008 fue entrevistada por la revista People, donde confirmó que estaba trabajando con J.R. Rotem y coescribiendo algunas letras para las canciones de su siguiente disco, mientras se encontraba filmando High School Musical 3: Senior Year en Utah, Estados Unidos.

¿Estás planeando grabar otro álbum como solista?

Sí. Estoy organizando mi tiempo para realizar esto, tengo listas dos canciones. Mientras estoy en el proceso de filmación en Utah (filmando High School Musical 3), estoy coescribiendo algunas letras para las canciones. El disco quizás salga a la venta a finales de 2008.

Tisdale ya tiene preparadas dos canciones, mientras continúa con la coescritura de las letras.
De acuerdo con la página oficial de Jack D. Elliott, productor estadounidense, el produjo una canción para Ashley llamada "Overture", pero esto resultó ser un rumor, ya que dicha canción correspondía a la pista "Intro" del álbum Headstrong producida por Jack D. Elliot, también tres nuevas canciones fueron realizadas en junio de 2008 como promoción para su campaña Degree Girl. Entre estos temas se destaca el cóver del éxito de los años noventa "I Wanna Dance with Somebody (Who Loves Me)" por Whitney Houston. Pero estos temas fueron incluidos en el EP promocional Degree Girl: OMG! Jams lanzado el 1 de junio de 2008, sólo como descarga digital.

### Grabación
El 30 de julio de 2008, Ashley fue vista en las oficinas centrales del sello discográfico Warner Bros. Records, en negociaciones de su contrato. A partir de esa fecha fue vista múltiples veces visitando estudios de grabación en Los Ángeles, Estados Unidos. A finales de agosto de 2008 en varios sitios de internet se ha filtrado un posible nombre de su próximo álbum el cual sería "Autumn Goodbye" y una posible lista de canciones.
El 7 de septiembre de 2008 se filtró en internet la canción titulada "I'm Back", la cual posiblemente sea incluida en este álbum de Tisdale.

- ¿Cuáles son tus planes post-'High School Musical'?
Ha sido una locura. Estuvimos en un Europa estrenando la película y luego estábamos fuera de Roma. Y estoy organizando la promoción de un filme de Fox en enero ['They Came From Upstairs'], y también estoy grabando mi segundo álbum ahora. Éste sale en febrero. Estoy teniendo mucha diversión. Estoy segura que me tomaré vacaciones en algún momento, pero por ahora es loco.
- Si pudieras hacer un dueto con cualquier persona, ¿Con quién lo harías?
Me encantaría hacer un dueto con Fergie, ella es asombrosa. Pienso que ella realmente es buena. Ella es alguien que me inspira, ella es única y tiene un gran estilo, y es una increíble cantante. Siempre que escuchas su música, sabes que es ella. Y ella también es una persona dulce. La conocí, y ella tiene los pies sobre la tierra.

El 20 de octubre de 2008, Tisdale reveló nuevos detalles acerca del lanzamiento del álbum, además de asegurar que este aparecería en las tiendas estadounidenses en febrero de 2009. También comentó su interés por trabajar en alguna canción con Fergie, lo cual aún no ha sido descartado que ocurra en este próximo álbum.
Ashley a finales de 2008 comentó que la placa discográfica ya estaba en su etapa final de producción y grabación (cercana al 80%), además agregó que el álbum era mucho más rock y más maduro que su anterior Headstrong.

## Información del álbum
En una entrevista para Cosmopolitan, Tisdale anunció que el álbum llevará por nombre Guilty Pleasure y que éste será mucho más —"—"sexy y roquero"— que su anterior producción. Sin duda una faceta desconocida de Ashley que posiblemente le ayudará a hacerse un lugar en el mundo de la música. La cantante también dio a conocer los nombres de dos de las canciones incluidas en este disco, "Hot Mess" y "How Do You Love Someone?". Hasta ese entonces se especuló que el álbum saldría a la venta en los Estados Unidos en los meses de primavera (abril-Mayo).
Tisdale anunció que el primer sencillo oficial del álbum sería "It's Alright, It's OK", el cual fue transmitido el 14 de abril de 2009 en las emisoras radiales estadounidenses.
Este álbum es —"más maduro, es un disco para rockear. Definitivamente es más sexy, tengo un lado sexy dentro de mí, pero es una diversión sexy. Seguro, soy una chica buena, pero una parte de mi quiere ser rebelde."— de acuerdo a las propias palabras de Tisdale a la revista Cosmopolitan.

Ha sido realmente un largo tiempo. He estado trabajando en el segundo álbum desde hace un año, y es completamente diferente al primer álbum. La realización del primer álbum fue más una etapa de aprendizaje, tuve que llegar a conocer lo que me gusta, aunque sabía que quería hacer algo de pop y R&B. Me encantó, pero con en este próximo material quería realmente encontrar el foco. Yo quería un sonido más rock. Ahora tengo 23 años, por lo que estoy creciendo, y yo quería algo más maduro y fuerte. Estoy empezando a mostrar una parte de mí misma que los hombres no conocen. La gente me conoce por mis personajes, piensan de mí como solo una chica rubia, por lo que ahora que están por ver otra parte de mí.

-Ashley Tisdale acerca de su nuevo álbum.

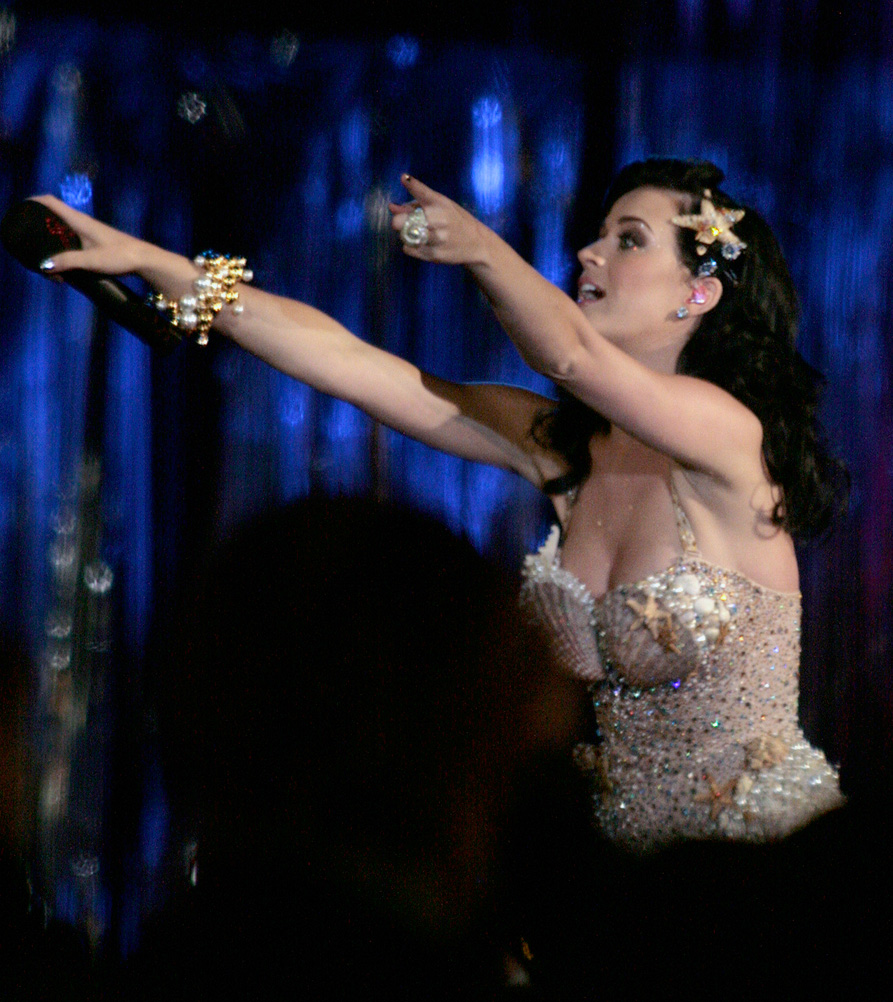
Katy Perry, una de la inspiraciones de Tisdale en este álbum, además escribió la canción "Time's Up" incluido en este material.

La canción "Hot Mess", trata acerca de —salir con un chico malo, aficionado a las motocicletas, el cual lleva una vida muy emocionante—. Otro de los temas es "How Do You Love Someone?" en el cual cuenta la historia de —una chica que vive el rompimiento de sus padres—.
El disco contiene diferentes mezclas de sonido, inspirado en artistas como Katy Perry, P!nk y Pat Benatar, diciendo que ama el humor y las letras de cada unas de las canciones de Perry, el feminismo también tomará importancia en las ideas fuerza de muchas de las canciones. Tisdale también incursionó en la producción de sus propios temas, y afirmó que trabajó en la producción de algunas canciones del disco junto a Kara DioGuardi. Dentro del álbum también incluye canciones escritas por Alaina Beaton vocalista de la banda de Rock/Industrial Porcelain and the Tramps.
Este álbum sin duda es una auténtica reflexión de una chica que está creciendo y comparte sus pensamientos a través de canciones como su primer sencillo, "It's Alright, It's OK" - una canción muy divertida y espontánea que trata acerca de estar soltera, y poder tomar el control de tu vida por primera vez. "Adoro este tipo de canciones," Tisdale admitió. "En este álbum decidí transmitir todas mis experiencias de relaciones pasadas. Todos podemos relacionarnos con las canciones. Especialmente en esta canción trató de mostrar que no debemos dejar que nos pisoteen; Un mensaje positivo para todas las chicas."
Tisdale trabajó con varios productores y escritores famosos, tales como Kara DioGuardi (la cual ha trabajado con Kelly Clarkson, Carrie Underwood entre otros), Toby Gad (el cual ha trabajado con artistas como Pixie Lott(con la cual produjo su disco debut Turn It Up el cual se podría denominar como su salto a la fama), Beyoncé, Fergie), Billy Steinberg (famoso por trabajar con Madonna), Emanuel Kiriakou (ha trabajado con David Archuleta, Nick Lachey), y con Twin el grupo de productores suecos de temas como "Not Like That" y "Be Good To Me". Ashley coescribió varios temas en Guilty Pleasure, incluyendo la canción "Acting Out", cuya parte de la letra es: "Déjame salir de esta jaula / No van a detenerme / Voy a romper estas cadenas / Estoy Tomando el control / Voy a darte algo de que hablar / Este no es otro lado de mi, estoy Actuando." Ella también coescribió el tema "Overrated", el cual trata de no cambiar tu personalidad solo para gustarle a un chico, y dos baladas; "What If" y "Me Without You". Otra canción que llama mucho la atención es el tema "Masquerade", catalogada como la canción más sofisticada de Ashley.
La canción "Switch" incluida como la pista número 14 del álbum, formará parte de la banda sonora, de la película Alliens In The Attic, también protagonizada por Tisdale. En la edición europea del álbum disponible por las tiendas digitales iTunes, incluye un bonus track llamado "Time's Up", este tema corresponde a una nueva versión de un demo llamado "Love Is Train" escrito y grabado por Katy Perry en conjunto con The Matrix.

### Controversia

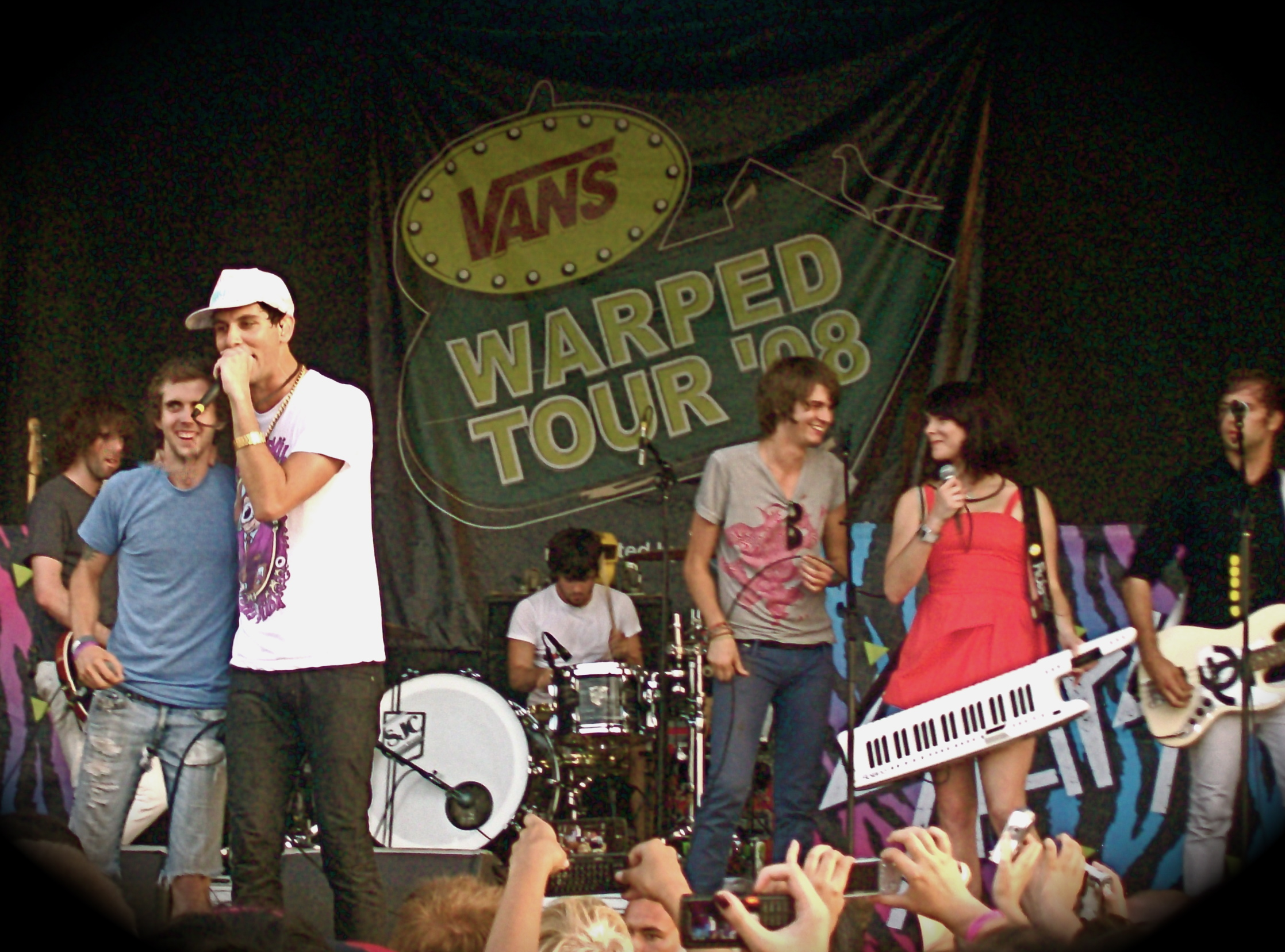
Cobra Starship, banda con la cual Tisdale tuvo conflictos por los títulos de las canciones.

Durante el mes de junio de 2009, la banda estadounidense Cobra Starship señaló en varias entrevistas para medios de comunicación de Estados Unidos que Tisdale se estaba apropiando de nombres de sus canciones para su segundo álbum, aludiendo al tema que además le da el título al segundo álbum de la cantante "Guilty Pleasure", ya que ellos poseen una canción con el mismo título incluido en su segundo material lanzado el 2007, llamado ¡Viva la Cobra!, además de la pista número cinco "Hot Mess", también incluida en Guilty Pleasure, mismo título que lleva el tercer álbum de la banda lanzado el 11 de agosto. Tisdale respondió a estos comentarios diciendo "que le parecía gracioso y que no conocía más allá a la banda, además, agregó que ella adoraba su último sencillo "Good Girls Go Bad" junto a Leighton Meester.

## Promoción

### Entrevistas y prensa
Tisdale comenzó con la promoción de este álbum durante la primera semana de marzo de 2009, en donde apareció en diferentes entrevistas para la revista Cosmopolitan, AOL.com y la revista Us Weekly. También de acuerdo a Warner Bros. Ashley durante la semana del 9 de marzo de 2009, se estaría presentando en un programa de televisión en Estados Unidos para hablar de este proyecto.

MySpace, uno de los principales medios de promoción de este álbum.

Durante día 16 de marzo de 2009, Tisdale formó parte de los episodios especiales de "The Fit" exclusivo de MySpace, en donde mostró el detrás de cámaras de la sesión fotográfica del álbum, mismo día en el cual apareció promocionando de la sección de espectáculos Extra en Estados Unidos.
El 22 de marzo de 2009, Tisdale tenía previsto presentarse en Milán, Italia, durante el lanzamiento de una línea de ropa exclusiva encabezada por ella misma, se especulaba que ella se presentaría en vivo, y no se descartaba que ella cante por primera vez su nuevo sencillo con el fin de promocionarlo, sin embargo esto se vio truncado por las grabaciones de un vídeo musical para "It's Alright, It's OK", lo cual le impidió viajar hasta dicha ciudad. El día 23 de marzo de 2009, Tisdale estuvo visitando los estudios de MTV, con el objetivo de continuar esta pre-promoción del álbum, aquí realizó un par de entrevistas, en donde habló de una posible próxima presentación en el programa Dancing With The Stars. También continuó con la promoción visitando las oficinas de la revista Seventeen, en donde fue entrevistada brevemente.
Entre los días 25 y 26 de marzo de 2009, como parte de su visita promocional a la ciudad de Nueva York, visitó las oficinas de la Revista Twist, J-14 y PopStar en donde comentó sobre su álbum y dio a conocer más detalles de las grabaciones del vídeo musical para "It's Alright, It's OK".
Según reportes de algunos medios de prensa europeos, Tisdale confirmó la visita a Italia y Alemania, dentro de una gira promocional por Europa durante el mes de abril. También visitó el Reino Unido en donde fue entrevistada para la promoción por ITN, para luego visitar París, Francia, en donde visitó los estudios de Stern Music, encargados de promocionar los nuevos lanzamientos musicales.
Tisdale iniciará la promoción del primer sencillo del álbum "It's Alright, It's OK" el mismo día del lanzamiento de éste. Hasta el momento tiene confirmada dos visitas a radios en Los Ángeles, Estados Unidos, la primera será en la radio KIIS-FM, en el programa On Air with Ryan Seacrest de la radio KIIS-FM, en donde Tisdale presentará el estreno del sencillo, junto con una entrevista exclusiva por Ryan Seacrest. Ese mismo día Tisdale visitará los estudios de Radio Disney, para la presentación del sencillo, y al igual que en la primera esto irá incluido con una entrevista. Tisdale planea una gira promocional por Asia, para finales de abril o comienzo de mayo de 2009, en donde visitará países como Japón y Taiwán.

### Presentaciones y gira

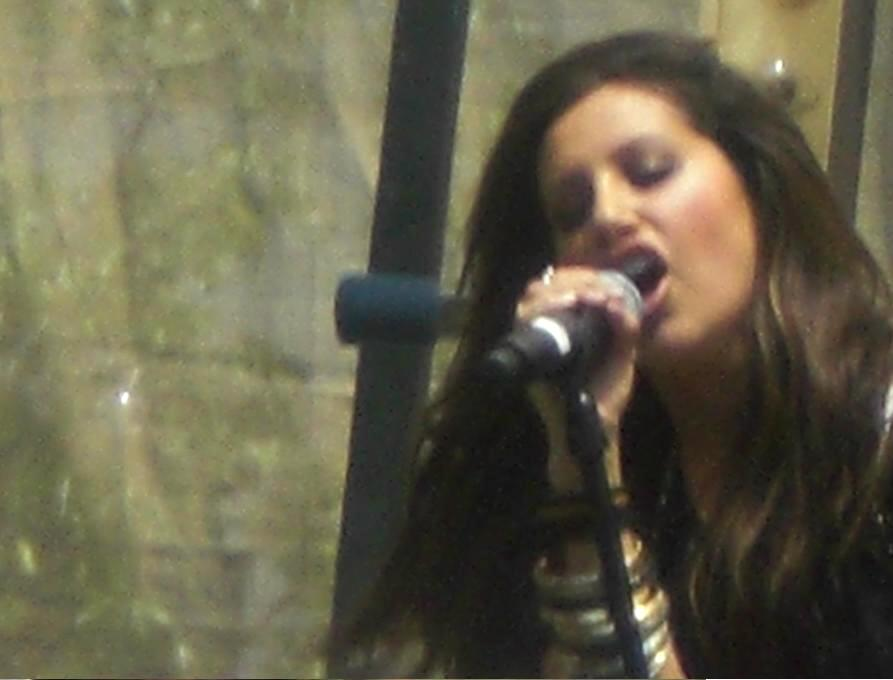
Ashley Tisdale presentándose en vivo en el The Grove en Los Ángeles, Estados Unidos.

Tisdale afirmó estar en la preparación y ensayos de su próxima gira internacional, la cual sucederá a su Headstrong Tour Across America. Hasta ahora ya tiene confirmadas varias presentaciones en Estados Unidos y Canadá, la gira comenzará en el mes de agosto de 2009. El 11 de mayo de 2009, Tisdale estuvo realizando una pequeña presentación acústica en donde cantó nuevas pistas de Guilty Pleasure, incluido su primer sencillo "It's Alright, It's OK" en la radio Y100 de Miami, además estrenó en exclusiva para sus fanes un adelanto de las canciones "Masquerade", "Acting Out" y "Hot Mess". La gira promocional por las radios continúa por WFLZ en Tampa, WXXL en Orlando, Florida, y también algunas de las más importantes radios en el estado de Connecticut, Estados Unidos.
El día 17 de mayo de 2009, Tisdale se presentó en el Kiss Concert 2009 en la ciudad de Boston en Estados Unidos, junto a otros artistas como Ciara, Black Eyed Peas, Akon y The Veronicas. Tisdale está trabajando con el reconocido coreógrafo Jeri Slaughter para su gira promocional, quien también ha sido coreógrafo de exitosas giras de artistas como: Spice Girls, Mariah Carey y Christina Aguilera. La cantante y actriz estadounidense visitó durante su gira promocional el programa alemán Viva Live, el día 29 de mayo de 2009, y se presentó en el escenario de los COMET Awards 2009 en el König-Pilsener-Arena, interpretando la canción "It's Alright, It's OK" como parte del espectáculo principal en la premiación.
Como parte de su promoción europea, el día 7 de junio estuvo en Milán, Italia y el 9 de junio de 2009, Tisdale se presentó en TRL en Rímini, Italia. Además realizó una conferencia de prensa y visitó diferentes programas de televisión en España, en ciudades como Madrid y Barcelona durante los días 10 y 11 de junio de 2009, entre los cuales destacan Operación Triunfo, Fama y El hormiguero. El día 13 de junio de 2009, Tisdale hizo una aparición en el programa alemán Wetten, dass..?, en donde realizó una presentación en vivo de la canción "It's Alright, It's OK", justo un día después del lanzamiento oficial del álbum en ese país, este show en vivo fue transmitido desde la Plaza de Toros en Palma de Mallorca, España frente a unas 15.000 personas. 

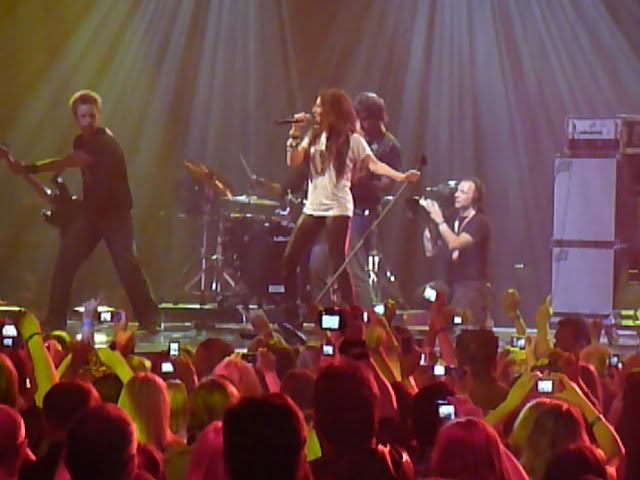
Ashley Tisdale cantando "It's Alright, It's OK" en los Comet Awards 2009 en Alemania.

El día 16 de junio de 2009, Tisdale se presentó en un mini concierto exclusivo para el programa estadounidense de ABC Good Morning America, en donde presentó el primer sencillo junto a la canción "Masquerade", el día 20 de junio de 2009. También se presentó y animó el concierto Red, White and Boom 14, en Kansas, Estados Unidos. El 27 de junio realizó un concierto gratuito exclusivo en el The Grove de la ciudad de Los Ángeles, Estados Unidos, en donde sus teloneros fueron la banda de pop V Factory. 
El 23 de julio, Tisdale estuvo promocionando su película Aliens In The Attic, junto a Robert Hoffman en Mall Of America de la ciudad Bloomington, Minnesota. En dicho lugar se realizó el estreno exclusivo, y cantó algunos temas de su álbum. El 28 de julio, junto con el lanzamiento en las tiendas de Estados Unidos, Canadá y México de Guilty Pleasure, AOL publicó en exclusiva en su sitio web las presentaciones acústicas que realizó en su AOL Sessions. Además el 1 de agosto de 2009 ocurrió lo mismo desde el sitio web de las tiendas minoristas más importantes de Estados Unidos, Wal-Mart, la cual estrenará el concierto acústico llamado Walmart Soundcheck, que realizó Tisdale.

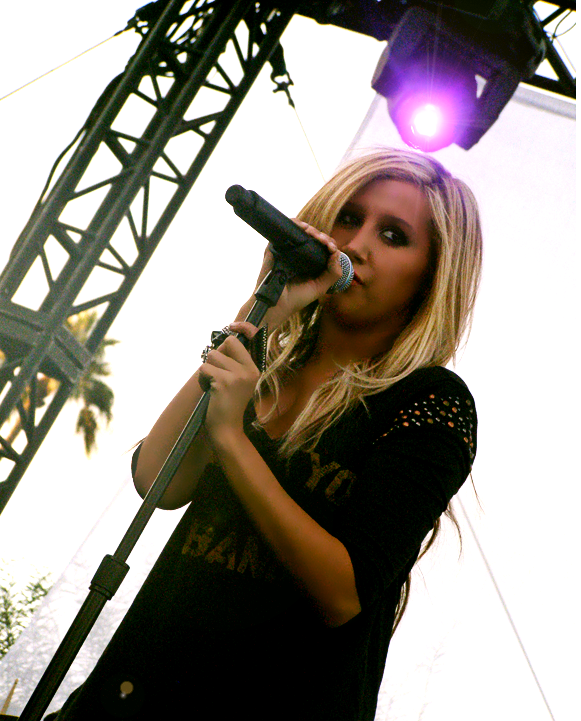
Ashley Tisdale cantando "Masquerade" en una de sus presentaciones en vivo.

El 28 de julio de 2009, se presentó en el programa The Today Show, el 29 de julio en el programa The View y el 30 de julio en el Late Show with Jimmie Fallon. El 12 de agosto de 2009, Tisdale se presentó en un concierto en The Americana frente a unos 25.000 espectadores, como parte del Donate Life Concert Series en Glendale, California, Estados Unidos. El 19 de agosto de 2009, ella cantó en vivo el primer sencillo "It's Alright, It's OK" en el programa de televisión estadounidense de la cadena NBC America's Got Talent. El 21 de agosto de 2009, Tisdale realizó una presentación para el programa busca talentos Popstars en su versión alemana, dicha presentación se llevó a cabo en la ciudad de Las Vegas, Estados Unidos, la actuación en vivo forma parte de la novena temporada del programa de televisión, el cual fue transmitido el 15 de octubre en Alemania, aquí Tisdale cantó su segundo sencillo "Crank It Up".
Según los medios de prensa chilenos, Tisdale estaría preparando una gira por Latinoamérica, del cual hasta ahora la única fecha tetativa en Chile sería para diciembre de 2009 en Movistar Arena de la ciudad de Santiago de Chile. Se espera que países como Argentina y Brasil también sean incluidos. El 15 de octubre de 2009, Tisdale se presentó en vivo en los Premios MTV Latinoamérica 2009 junto a artistas como Nelly Furtado, David Guetta con Kelly Rowland, 50 Cent y Paulina Rubio entre otros, la ceremonia se llevó a cabo en Los Ángeles, Estados Unidos. Como parte de su segunda etapa de promoción inició una serie de presentaciones en las cuales contempló una presentación en el The Citadel de la ciudad de Los Ángeles, Estados Unidos, además de estar en la inauguración de la primera tienda de Microsoft en Scottsdale, Arizona.
El 10 de enero de 2010 fue transmitido por NBC, una presentación de Tisdale para el evento Progressive Skating & Gymnastics Spectacular, en donde cantó canciones de su disco, incluido sus sencillos "It's Alright, It's OK" y "Crank It Up".
Tisdale asegura que a principios del año 2012 empezara a grabar su 3 álbum.

## Lista de canciones
| N.º   | Título                                                      | Producer(s)                      | Duración |  |
| 1.    | «Acting Out»                                                | Alke                             | 3:46     |  |
| 2.    | «It's Alright, It's OK»                                     | Twin Alke Kelly Levesque         | 2:59     |  |
| 3.    | «Masquerade»                                                | Dreamlab                         | 2:56     |  |
| 4.    | «Overrated»                                                 | Twin Kapari                      | 3:40     |  |
| 5.    | «Hot Mess»                                                  | Oak Bright                       | 3:26     |  |
| 6.    | «How Do You Love Someone»                                   | Alexander Steinberg Chris Garcia | 3:28     |  |
| 7.    | «Tell Me Lies»                                              | Kiriakou                         | 3:38     |  |
| 8.    | «What If»                                                   | Twin Alke                        | 4:23     |  |
| 9.    | «Erase and Rewind»                                          | Twin Play                        | 3:25     |  |
| 10.   | «Hair»                                                      | Oak Pop                          | 3:10     |  |
| 11.   | «Delete You»                                                | Toby Gad                         | 3:34     |  |
| 12.   | «Me Without You»                                            | Gad                              | 4:09     |  |
| 13.   | «Crank It Up»                                               | Twin Alke                        | 3:01     |  |
| 14.   | «Switch» (bonus track) (de la película Aliens in the Attic) | Deekay                           | 3:39     |  |
| 49:09 |                                                             |                                  |          |  |

| Limited edition bonus tracks |                       |             |          |  |
| N.º                          | Título                | Producer(s) | Duración |  |
| 15.                          | «I'm Back»            | Deekay      | 3:31     |  |
| 16.                          | «Whatcha Waiting For» | Twin, Alke  | 3:10     |  |
| 55:49                        |                       |             |          |  |

| Japanese edition bonus tracks |                                       |                          |          |  |
| N.º                           | Título                                | Producer(s)              | Duración |  |
| 15.                           | «Guilty Pleasure»                     | The Matrix               | 3:16     |  |
| 16.                           | «It's Alright, It's OK» (music video) | Twin Alke Kelly Levesque | 3:15     |  |
| 55:40                         |                                       |                          |          |  |

| iTunes Store and Latin American digital deluxe edition bonus tracks |                                                    |                                 |          |  |
| N.º                                                                 | Título                                             | Producer(s)                     | Duración |  |
| 15.                                                                 | «It's Alright, It's OK» (Jason Nevins Radio Remix) | Twin Alke Levesque Jason Nevins | 3:13     |  |
| 16.                                                                 | «Time's Up»                                        | The Matrix                      | 3:25     |  |
| 17.                                                                 | «Blame It on the Beat»                             | Bagge & Peer                    | 3:28     |  |
| 59:15                                                               |                                                    |                                 |          |  |

| US Target and German Müller edition bonus DVD |                                                               |          |  |
| N.º                                           | Título                                                        | Duración |  |
| 1.                                            | «Exclusive Behind-the-Scenes Footage of Ashley's Photo Shoot» |          |  |
| 2.                                            | «Behind-the-Scenes Band Audition»                             |          |  |
| 3.                                            | «Making of New Album»                                         |          |  |
| 4.                                            | «It's Alright, It's OK» (music video)                         |          |  |

## Sencillos y promocionales

### Sencillos oficiales

#### "It's Alright, It's OK"
"It's Alright, It's OK" es el primer sencillo del segundo álbum Guilty Pleasure, de la cantante y actriz norteamericana Ashley Tisdale. El sencillo será lanzado oficialmente en radios el próximo 14 de abril de 2009 en Estados Unidos.
En una reciente entrevista para la revista Cosmopolitan, Tisdale anunció el nombre del álbum y también dio a conocer dos nombres de canciones incluidas en este disco "Hot Mess" y "How Do You Love Someone?", en donde la primera aparece como "The one single" dentro del mismo artículo en la revista, por lo que se rumoreó que sería el primer sencillo del álbum, pero más tarde el rumor fue aclarado en su página web oficial.
El primer sencillo oficial del álbum "It's Alright, It's OK" fue lanzado en radios el 14 de abril de 2009 en Estados Unidos. La canción destacó rápidamente en las principales listas de descargas digitales, sin embargo su difusión radial fue escasa, esto impidió conseguir un debut más alto en la lista Billboard Hot 100, en donde sólo alcanzó la casilla #99, su tiempo de aire radial fue aumentando lentamente y sólo consiguió entrar al Top 50 en Mediabase a finales del mes de junio de 2009; sin embargo, al canción logró destacar en el resto del mundo siendo hasta ahora el sencillo de Tisdale más exitoso contabilizando la cantidad de ingresos en las listas.

#### "Crank It Up"
"Crank It Up" es el segundo sencillo oficial del álbum Guilty Pleasure y en un principio fue planeado en lanzarse junto con la canción "Masquerade" en los Estados Unidos, sin enmbargo por razones desconocidas esto fue cancelado y solo será lanzado durante el mes de enero de 2010 en ese país. "Crank It Up" fue lanzado en formato de descarga digital y radios el 16 de octubre de 2009 en Alemania.
La canción está escrita y producida por el grupo de productores suecos Twin, compuesto por Niclas Molinder, Joacim Persson y Johan Alkenäs; además de David Jassy rapero conocido también por escribir otros temas para Tisdale, tales como "It's Alright, It's OK", "Not Like That" y "Be Good To Me", en este último también aporta su voz para los interludios de rap que posee la canción, en este tema Jassy también participa rapeando en los coros.

### Canciones promocionales

#### "Masquerade"
"Masquerade", es la primera canción promocional que fue lanzada comercialmente el 15 de junio de 2009 en formato digital en iTunes y Amazon en los Estados Unidos y Canadá. La canción fue producida por Dreamlab y contiene una melodía pop rock, una instrumentación que consta de guitarras eléctricas y una batería muy marcada, la escritura quedó a cargo de Leah Haywood, Daniel James y Shelly Peiken.
La canción fue presentada por Tisdale en vivo en el Kiss Concert 2009 y en varios programas de televisión tales comoTRL Italia y Good Morning America, durante los meses de mayo y junio de 2009.

#### "Overrated"
"Overrated", es la segunda canción promocional y la primera lanzada como parte del "Countdown to Guilty Pleasure", conteo exclusivo para iTunes hasta la fecha de lanzamiento del álbum el próximo 28 de julio de 2009. La canción fue lanzada al mercado el día 23 de junio de 2009, en Estados Unidos y Canadá solamente vía iTunes. La escritura de esta pista corrió a cargo de Tisdale en conjunto con Johan Alkenas, Pontus Jacobsson, Charles Masson, Niclas Molinder, Joacim Persson y la producción y mezcla fue realizada por los productores suecos Twin.
La canción debutó en la posición número 93 en el Billboard Hot Digital Songs, posición que se vio afectada por el explosivo aumento de las descargas de las canciones de Michael Jackson después de su deceso, sin contar este factor la canción habría logrado ubicarse en la posición #66 superando así por dos casillas a su sencillo líder "It's Alright, It's OK". El hecho de que no se registró tiempo en el aire y difusión radial, impidió que debutara en la lista principal Hot 100, pero logró entrar directamente en el puesto número 3 en la lista Billboard Bubbling Under Hot 100 Singles.

#### "What If"
"What If", fue la tercera canción promocional y segunda lanzada como parte del "Countdown to Guilty Pleasure", conteo exclusivo para iTunes hasta la fecha de lanzamiento del álbum el 28 de julio de 2009. La canción fue lanzada el día 7 de julio de 2009, en Estados Unidos y Canadá solamente vía iTunes. La canción fue una de las cuatro canciones escritas por Tisdale, además de contener el apoyo de Kara DioGuardi y los suecos Twin, los cuales además produjeron y mezclaron el tema. La pista es una poderosa balada, alabada por la crítica, quienes han comentado como la mejor balada grabada por Tisdale a la fecha.
La canción logró ventas superiores a las 20.000 descargas en la primera semana, levemente inferiores a las de "Overrated", sin embargo logró debutar en mejor posición que la anterior mencionada canción, ya que se posicionó número uno en la lista Billboard Bubbling Under Hot 100 Singles y dentro del Top 100 de Canadá Hot Digital Songs.

#### "Acting Out"
"Acting Out", es la cuarta canción promocional y tercera lanzada como parte del "Countdown to Guilty Pleasure", conteo exclusivo para iTunes hasta la fecha de lanzamiento del álbum el próximo 28 de julio de 2009. La canción fue lanzada el día 21 de julio de 2009, en Estados Unidos y Canadá solamente vía iTunes. La canción posee una intro que emula al inició de películas, además posee una letra fuerte y cargada al contenido erótico, como primera pista se encarga de abrir y presentar el disco, en donde da a conocer además que este álbum es algo más oscuro y más arriesgado que su anterior Headstrong, esta letra fue también escrita por Tisdale, en conjunto con los suecos Twin y el rapero David Jassy.

## Crítica
Tras su lanzamiento, Guilty Pleasure generó críticas mixtas y tiene una calificación promedio de 48 sobre 100 en Metacritic, basado en seis reseñas críticas. La más positiva de las críticas vino de Stephen Erlewine, de Allmusic, que dio al álbum tres estrellas y media de cinco, afirmando que cuando Tisdale "se ciñe a la superficie, se asegura de que Guilty Pleasure esté a la altura de su título". Las baladas, sin embargo, no fueron tan bien recibidas, afirmando que Tisdale "no es convincente cuando intenta tratar el dolor o la carnalidad". Billboard dio al álbum una crítica mixta con cuatro estrellas y media de diez, afirmando que Tisdale "puede entregar los bienes listos para la radio", pero criticó el álbum en su conjunto y que "no da a la cantante espacio para soltarse cómodamente". Nick Levine, de Digital Spy, elogió Guilty Pleasure por el nuevo sonido de Tisdale, comparándola con gente como Kelly Clarkson y Ashlee Simpson. Levine alabó temas como "It's Alright, It's Ok", "Erase and Rewind" y "Hot Mess", sin embargo, no le impresionó "Crank It Up", afirmando que "copia descaradamente el sonido robopop de Britney, hasta las voces de Spears"; y le dio al álbum tres de cinco estrellas. La más negativa de las críticas vino de Margaret Wappler de Los Angeles Times que sólo dio al álbum una estrella y media de cuatro. Wappler dijo que el álbum tiene "pocos destellos de esperanza" y continuó criticando a los productores porque "no parecen haber dotado a Tisdale con su mejor trabajo". El álbum también ocupó el puesto número 7 en la encuesta de los lectores de Billboard.com sobre el álbum de la década y el mejor álbum de 2009.

## Recepción comercial

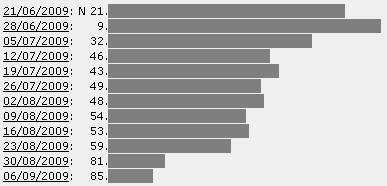
Trayectoria de Guilty Pleasure en la lista PROMUSICAE de España.

El álbum llegó a estar las primeras semanas de junio de 2009, dentro del Top 5 en iTunes en álbumes digitales en varios países de Europa, incluidos, Bélgica, Alemania, Austria, Suiza y España, además de lograr el Top 50 en países como Italia, Irlanda, Grecia, Francia y el Reino Unido. En el primer país en donde Guilty Pleasure, debutó fue en Irlanda, ingresando en la ubicación número 51, sólo contabilizando las descargas digitales del álbum ya que el disco en formato físico aún no está disponible en ese país, para luego llegar a la posición #30. En Italia, Tisdale consiguió su primer debut en las listas con este álbum en la posición número 71, para la semana siguiente superar más de 20 posiciones y rozar la ubicación 51. Superando con creces su anterior debut en el número 33 de su primer disco Headstrong en Alemania, ahora consiguió debutar dentro del Top 10, en la posición número 9. En España el disco debutó en la ubicación número 21 para luego en la semana siguiente llegar a la posición #9, en Austria Tisdale consiguió su tercer Top 100 con este álbum debutando en la posición número 7.
En Latinoamérica, Argentina y Brasil fueron los dos primeros países en donde el álbum hizo aparición en las listas, debutando en las ubicaciones #14 y #23 respectivamente. Después de algunas semanas el álbum logró encumbrarse hasta la posición número 14 en Brasil. En los dos primeros días que el álbum salió a la venta en Europa consiguió ventas de casi 60.000 copias. En Australia el álbum aún no tiene fecha de lanzamiento, sin embargo en Nueva Zelanda logró debutar en la posición número 31, mientras que en Asia hasta la fecha en el único lugar en donde ha figurado es en Hong Kong llegando a la ubicación número 31.
En Norteamérica, específicamente en países como Canadá y Estados Unidos, a las primeras horas de su lanzamiento por las tiendas iTunes el álbum se colocó en la posición número dos en Estados Unidos y número uno en Canadá. En la semana del 5 de agosto de 2009, el álbum debutó número 12 en la lista Billboard 200 de Estados Unidos, con poco más de 25.000 copias vendidas en la primera semana convirtiéndose en el segundo mejor debut de la semana.

### Listas musicales de álbumes
| País/Continente | Lista musical        | Primera semana | Posición de ingreso | Mejor posición | Semanas en la mejor posición | Semanas en la lista musical | Última semana |
| --------------- | -------------------- | -------------- | ------------------- | -------------- | ---------------------------- | --------------------------- | ------------- |
| América         |                      |                |                     |                |                              |                             |               |
| Argentina       | Top 20 Albums        | 28-06-2009     | 14                  | 14             | 1                            | 1                           | 28-06-2009    |
| Brasil          | Top 30 Albums        | 28-06-2009     | 23                  | 12             | 1                            | 10                          | 05-09-2009    |
| Chile           | Top 40 Albums        | 04-07-2009     | 2                   | 2              | 1                            | 4                           | 03-10-2009    |
| Canadá          | Top 100 Albums       | 15-08-2009     | 15                  | 15             | 1                            | 3                           | 29-08-2009    |
| México          | Top 100 Albums       | 11-08-2009     | 64                  | 59             | 1                            | 3                           | 25-08-2009    |
| Estados Unidos  | Billboard 200        | 15-08-2009     | 12                  | 12             | 1                            | 6                           | 19-09-2009    |
| Estados Unidos  | Top Digital Albums   | 15-08-2009     | 5                   | 5              | 1                            | 1                           | 15-08-2009    |
| Estados Unidos  | Top Internet Albums  | 15-08-2009     | 15                  | 15             | 1                            | 1                           | 15-08-2009    |
| Estados Unidos  | Comprehensive Albums | 15-08-2009     | 16                  | 16             | 1                            | 5                           | 12-09-2009    |
| Europa          |                      |                |                     |                |                              |                             |               |
| Alemania        | Top 100 Albums       | 29-06-2009     | 9                   | 9              | 1                            | 12                          | 20-09-2009    |
| Austria         | Top 75 Albums        | 24-06-2009     | 7                   | 7              | 1                            | 11                          | 02-08-2009    |
| Europa          | Top 100 Albums       | 04-07-2009     | 21                  | 21             | 1                            | 6                           | 15-08-2009    |
| España          | Top 100 Albums       | 21-06-2009     | 21                  | 9              | 1                            | 12                          | 06-09-2009    |
| Irlanda         | Top 75 Albums        | 18-06-2009     | 51                  | 30             | 1                            | 3                           | 02-07-2009    |
| Italia          | Top 100 Albums       | 17-06-2009     | 71                  | 51             | 1                            | 3                           | 01-07-2009    |
| Reino Unido     | UK Albums Chart      | 27-06-2009     | 130                 | 130            | 1                            | 1                           | 27-06-2009    |
| Suiza           | Top 100 Albums       | 28-06-2009     | 13                  | 13             | 1                            | 10                          | 06-09-2009    |
| Turquía         | Top 20 Albums        | 04-07-2009     | 9                   | 5              | 1                            | 19                          | 07-11-2009    |
| Asia            |                      |                |                     |                |                              |                             |               |
| Hong Kong       | Top 40 Albums        | 13-07-2009     | 31                  | 31             | 1                            | 1                           | 13-07-2009    |
| Oceanía         |                      |                |                     |                |                              |                             |               |
| Nueva Zelanda   | Top 40 Albums        | 13-07-2009     | 31                  | 27             | 1                            | 3                           | 27-07-2009    |
| Mundo           |                      |                |                     |                |                              |                             |               |
| Mundo           | Top 40 Albums        | 15-08-2009     | 27                  | 27             | 1                            | 1                           | 15-08-2009    |

### Certificaciones
| País           | Proveedor | Año  | Certificación básica | Cantidad de veces brindada | Simbolización | Ventas certificadas |
| Estados Unidos | RIAA      | 2010 | Oro                  | 1                          | ●             | 500,000             |

## Historial de lanzamiento
| País           | Fecha               | Sello                             | Formato | Catálogo   |
| -------------- | ------------------- | --------------------------------- | ------- | ---------- |
| España         | 11 de junio de 2009 | Warner Music/Warner Bros. Records | CD      | 9362497825 |
| Alemania       | 12 de junio de 2009 | Warner Music/Warner Bros. Records | CD/DVD  | 9362497825 |
| Reino Unido    | 15 de junio de 2009 | Warner Music/Warner Bros. Records | CD      |            |
| Brasil         | 16 de junio de 2009 | Warner Music/Warner Bros. Records | CD      |            |
| Argentina      | 23 de junio de 2009 | Warner Music/Warner Bros. Records | CD      |            |
| Colombia       | 20 de junio de 2009 | Warner Music/Warner Bros. Records | CD      |            |
| Chile          | 30 de junio de 2009 | Warner Music/Warner Bros. Records | CD      |            |
| Japón          | 2 de julio de 2009  | Warner Music/Warner Bros. Records |         |            |
| Estados Unidos | 28 de julio de 2009 | CD/DVD                            | 518235  |            |